# Список сезонов НБЛ
Национальная баскетбольная лига (НБЛ) была основана в 1937 году тремя корпорациями: General Electric, Firestone и Goodyear. Поначалу она была образована в 1935 году и именовалась тогда Среднезападной баскетбольной конференцией, но через два года сменила своё название в попытке привлечь больше внимания. В основном лига состояла из корпоративных команд, базировавшихся на Среднем Западе в районе Великих озёр, в который входили штаты: Висконсин (2 команды), Иллинойс (4), Индиана (8), Мичиган (5), Миннесота (1), Нью-Йорк (3), Огайо (12) и Пенсильвания (2).
Каждая команда в регулярном сезоне проводила разное количество матчей (от 9 до 64) в зависимости от количества участвующих в турнире команд, которое постоянно менялось (от 4 до 13). По окончании регулярного чемпионата по 2, 3 или 4 лучшие команды из каждого дивизиона выходили в плей-офф. Победители дивизионов выходили в финал НБЛ, чтобы определить чемпиона. Победитель Восточного дивизиона 6 раз становился чемпионом НБЛ, а Западного дивизиона — 2, кроме того четыре турнира проходили в одном дивизионе. 8 раз команда, которая имела лучшую статистику побед и поражений в регулярном сезоне, становилась чемпионом НБЛ, в 2 случаях такие команды проигрывали в финале НБЛ, ещё в 2 случаях они проигрывали в финале дивизионов.
В 1946 году была основана Баскетбольная ассоциация Америки (БАА), с которой НБЛ на протяжении трёх лет вела борьбу за выживание. Первый неприятный звонок прозвенел в 1948 году, когда четыре команды, три из которых становились чемпионами НБЛ четыре раза за последние пять лет, перешли в БАА. А уже в следующем году обе лиги объединились в Национальную баскетбольную ассоциацию (НБА). Уже в первом сезоне в новой лиге выступали 9 клубов, ранее игравших в НБЛ, пять из которых и в настоящее время выступают в НБА, только все они сменили место прописки: Атланта Хокс (Три-Ситис Блэкхокс), Детройт Пистонс (Форт-Уэйн Золлнер Пистонс), Лос-Анджелес Лейкерс (Миннеаполис Лейкерс), Сакраменто Кингз (Рочестер Роялз) и Филадельфия Севенти Сиксерс (Сиракьюс Нэшнлз).

## Список
| Год[a]           | Лучшая команда            | Статистика       | Год[b]   | Чемпион Востока           | Чемпион Запада        | Год[c] | Чемпион                   | Число клубов[d] | Число игр[e] | Комментарии[f] | Ссылки        |
| Регулярный сезон | Регулярный сезон          | Регулярный сезон | Плей-офф | Плей-офф                  | Плей-офф              | Финал  | Финал                     | Число клубов[d] | Число игр[e] | Комментарии[f] | Ссылки        |
| ---------------- | ------------------------- | ---------------- | -------- | ------------------------- | --------------------- | ------ | ------------------------- | --------------- | ------------ | --- | ------------- |
| 1937/38          | Ошкош Олл-Старз           | 12–2 (85,7)      | 1938     | Акрон Гудиер Уингфутс     | Ошкош Олл-Старз       | 1938   | Акрон Гудиер Уингфутс     | 13              | 9–20         | Стартовал первый сезон с 13 командами. | [ 4 ] [ 5 ]   |
| 1938/39          | Акрон Файрстоун Нон-Скидс | 24–3 (88,9)      | —[g]     | Акрон Файрстоун Нон-Скидс | Ошкош Олл-Старз       | 1939   | Акрон Файрстоун Нон-Скидс | 8               | 26-28        | Присоединилась 1 новая команда, а также 6 ликвидировались.                                                                                    | [ 6 ] [ 7 ]   |
| 1939/40          | Акрон Файрстоун Нон-Скидс | 18–9 (66,7)      | 1940     | Акрон Файрстоун Нон-Скидс | Ошкош Олл-Старз       | 1940   | Акрон Файрстоун Нон-Скидс | 8               | 27-28        | Присоединились 2 новые команды, а также 2 ликвидировались.                                                                                    | [ 8 ] [ 9 ]   |
| 1940/41          | Ошкош Олл-Старз           | 18-6 (75,0)      | 1941     | —[h]                      | —[h]                  | 1941   | Ошкош Олл-Старз           | 7               | 24           | Одна команда отказалась от участия в предстоящем чемпионате.                                                                                  | [ 10 ] [ 11 ] |
| 1941/42          | Ошкош Олл-Старз           | 20-4 (83,3)      | 1942     | —[h]                      | —[h]                  | 1942   | Ошкош Олл-Старз           | 7               | 23-24        | Присоединились 2 новые команды, одна вернулась в чемпионат, а также 3 ликвидировались.                                                        | [ 12 ] [ 13 ] |
| 1942/43          | Форт-Уэйн Золлнер Пистонс | 17-6 (73,9)      | 1943     | —[h]                      | —[h]                  | 1943   | Шебойган Рэд Скинс        | 5               | 18—23        | Присоединилась 1 новая команда, две временно прекратили выступления в чемпионате, а также 2 ликвидировались, одна из которых по ходу турнира. | [ 14 ] [ 15 ] |
| 1943/44          | Форт-Уэйн Золлнер Пистонс | 18-4 (81,8)      | 1944     | —[h]                      | —[h]                  | 1944   | Форт-Уэйн Золлнер Пистонс | 4               | 18-22        | Присоединилась 1 новая команда, а также 1 ликвидировалась.                                                                                    | [ 16 ] [ 17 ] |
| 1944/45          | Форт-Уэйн Золлнер Пистонс | 25-5 (83,3)      | 1945     | Форт-Уэйн Золлнер Пистонс | Шебойган Рэд Скинс    | 1945   | Форт-Уэйн Золлнер Пистонс | 6               | 30           | Присоединились 2 новые команды. | [ 18 ] [ 19 ] |
| 1945/46          | Форт-Уэйн Золлнер Пистонс | 26-8 (76,5)      | 1946     | Рочестер Роялз            | Шебойган Рэд Скинс    | 1946   | Рочестер Роялз            | 8               | 32-34        | Присоединились 2 новые команды, одна вернулась в чемпионат, а также 1 ликвидировалась.                                                        | [ 20 ] [ 21 ] |
| 1946/47          | Рочестер Роялз            | 31-13 (70,5)     | 1947     | Рочестер Роялз            | Чикаго Американ Гиэрс | 1947   | Чикаго Американ Гиэрс     | 12              | 44           | Присоединились 5 новых команд, а также 1 ликвидировалась.                                                                                     | [ 22 ] [ 23 ] |
| 1947/48          | Рочестер Роялз            | 44-16 (73,3)     | 1948     | Рочестер Роялз            | Миннеаполис Лейкерс   | 1948   | Миннеаполис Лейкерс       | 11              | 59-60        | Присоединились 2 новые команды, а также 3 ликвидировались.                                                                                    | [ 24 ] [ 25 ] |
| 1948/49          | Андерсон Даффи Пэкерс     | 45–19 (76,6)     | 1949     | Андерсон Даффи Пэкерс     | Ошкош Олл-Старз       | 1949   | Андерсон Даффи Пэкерс     | 9               | 59-64        | Присоединились 4 новые команды, 4 перешли в БАА, а также 2 ликвидировались.                                                                   | [ 26 ] [ 27 ] |

## Комментарии
- a  Каждый год связан со статьёй о сезоне НБЛ.
- b  Каждый год связан со статьёй о плей-офф НБЛ в этом году.
- c  Каждый год связан со статьёй о финале НБЛ в этом году.
- d  Число команд, которые приняли участие в данном сезоне, включая команды, которые ликвидировались в течение сезона.
- e  Число игр, сыгранных каждой командой в регулярном сезоне.
- f  Изменения в количестве команд происходили до начала сезона.
- g  В этом сезоне не было плей-офф, был только финал.
- h  В этом сезоне не было чемпионов Восточного и Западного дивизионов, так как чемпионат проходил в одном единственном дивизионе.